# Tourtoiracgrottan

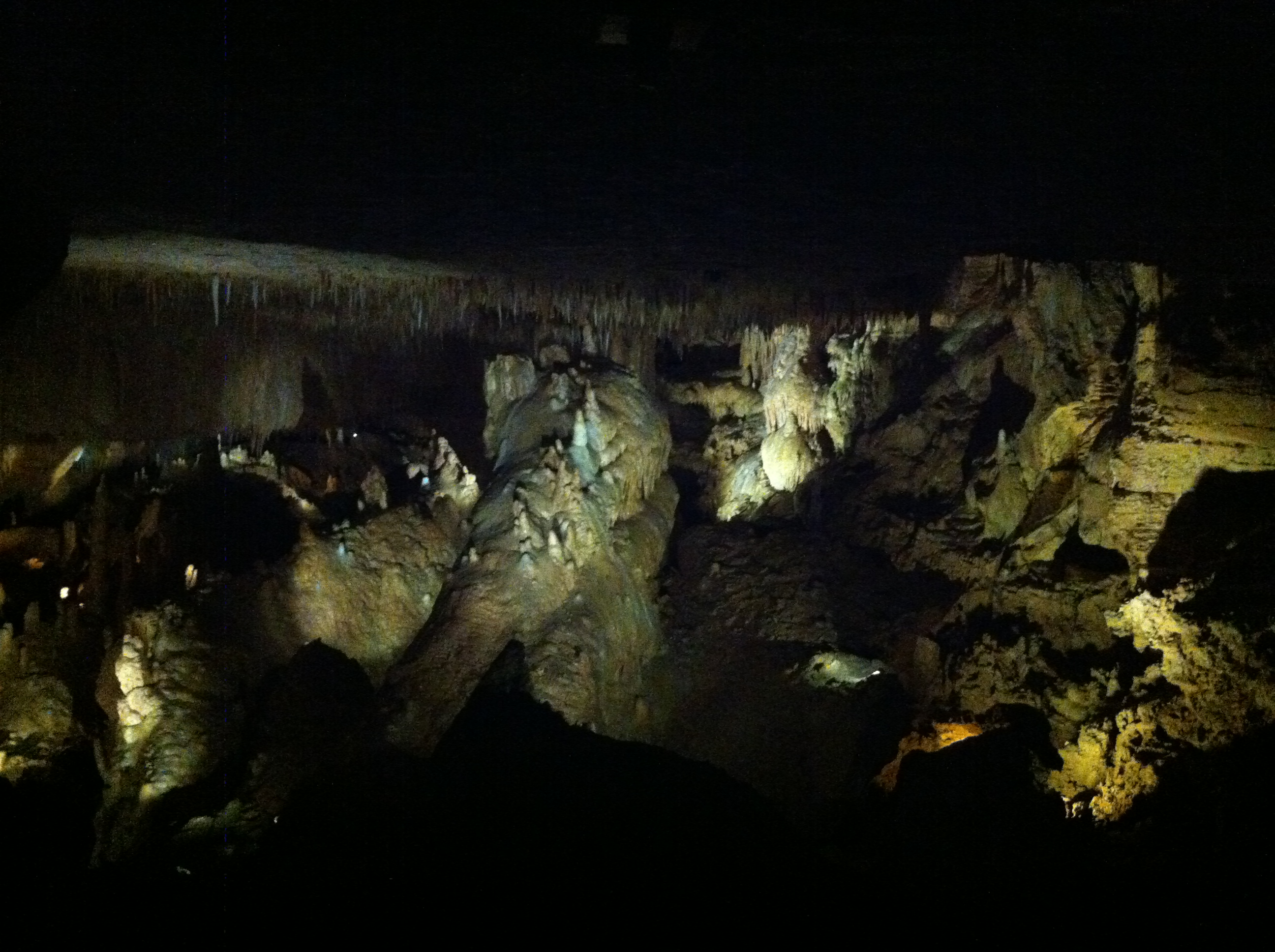
Grottan i Tourtoirac

Tourtoiracgrottan (Grotte de Tourtoirac) upptäcktes den 28 januari 1995 av Jean-Luc Sirieix. Grottan är belägen i Tourtoirac i nordöstra Périgord i Frankrike. Sedan 2010 är grottan öppen för allmänheten.